# Natuurhistorisch Genootschap in Limburg
Het Natuurhistorisch Genootschap in Limburg, ook wel kortweg: NHGL genoemd. Het doel, "het bevorderen van de biologische en geologische studie in Limburg (Nederland) en het beschermen van natuurwetenschappelijke en cultuurhistorische waarden", is in al die jaren niet veranderd. Nog altijd is het Genootschap in zijn opzet uniek voor Nederland.
Het Natuurhistorisch Genootschap in Limburg stond in 1912 aan de wieg van het Natuurhistorisch Museum Maastricht. Het genootschap stond toen onder voorzitterschap van de bekende jezuïet en entomoloog pater Hermann Schmitz.
Het Genootschap biedt meer dan kringen en studiegroepen. Reeds 90 jaar lang verschijnt twaalfmaal per jaar het Natuurhistorisch Maandblad met artikelen over de natuur in Limburg. Daarmee is dit tijdschrift een belangrijke informatiebron voor de veldbiologie waarin elke veldonderzoeker zijn verhaal kwijt kan. Ook aan de geologie van het Limburgs Krijt zijn verschillende delen gewijd. Het Natuurhistorisch Maandblad staat in Nederland en daarbuiten hoog aangeschreven.
Sinds 20 oktober 2014 mag het Genootschap het predicaat "Koninklijk" voeren.